# Edith Gertrude Schwartz
Pour les articles homonymes, voir Clements.
Edith Gertrude Clements (1874 - 1971), également connue sous les noms d'Edith S. Clements et Edith Schwartz Clements, est une botaniste américaine, pionnière de l'écologie botanique, première femme à obtenir un doctorat de l'université du Nebraska. Elle fonde l'Alpine Laboratory, une station de recherche à pic Pikes, dans le Colorado avec son époux Frederic Edward Clements. Clements est également une artiste botaniste qui illustre ses propres livres ainsi que des publications conjointes avec Frederic.
Les deux Clements se consacre à l'étude de la phytogéographie, en particulier des facteurs déterminant l'écologie de la végétation dans des régions particulières, et ils sont salués comme « l'équipe mari-femme la plus illustre depuis les Curie »,. Il est impossible de démêler entièrement les travaux de chacun des Clements, car ils travaillent ensemble pendant des années.

## Enfance et éducation
Edith Gertrude Schwartz naît en 1874 à Albany, dans l'État de New York, de George et Emma (Young) Schwartz. Son père est un emballeur de porc d'Omaha, dans le Nebraska. Elle fait ses études à l'université du Nebraska (UNL), où elle est élue au Phi Beta Kappa et obtient son bachelor of Arts en allemand en 1898,,. Elle est également membre de Kappa Alpha Theta. Elle rédige sa thèse, The relation of leaf structure to physical factors en 1904.
Schwartz commence sa carrière comme chargée d'enseignement en allemand à l'UNL (1898-1900). Durant cette période, elle rencontre son futur mari, Frederic Clements, un professeur de botanique de l'UNL qui influence l'orientation de ses études supérieures. À l'époque, les universités du Nebraska et du Minnesota (où elle enseignera plus tard) sont des centres d'étude de la phytogéographie et elle choisit d'en faire son domaine de spécialisation. Elle obtient son doctorat en botanique en 1904 (avec une mineure en philologie germanique et en géologie), devenant ainsi la première femme à recevoir un doctorat de l'UNL,,.
Edith et Frederic se marient en 1899.

## Carrière

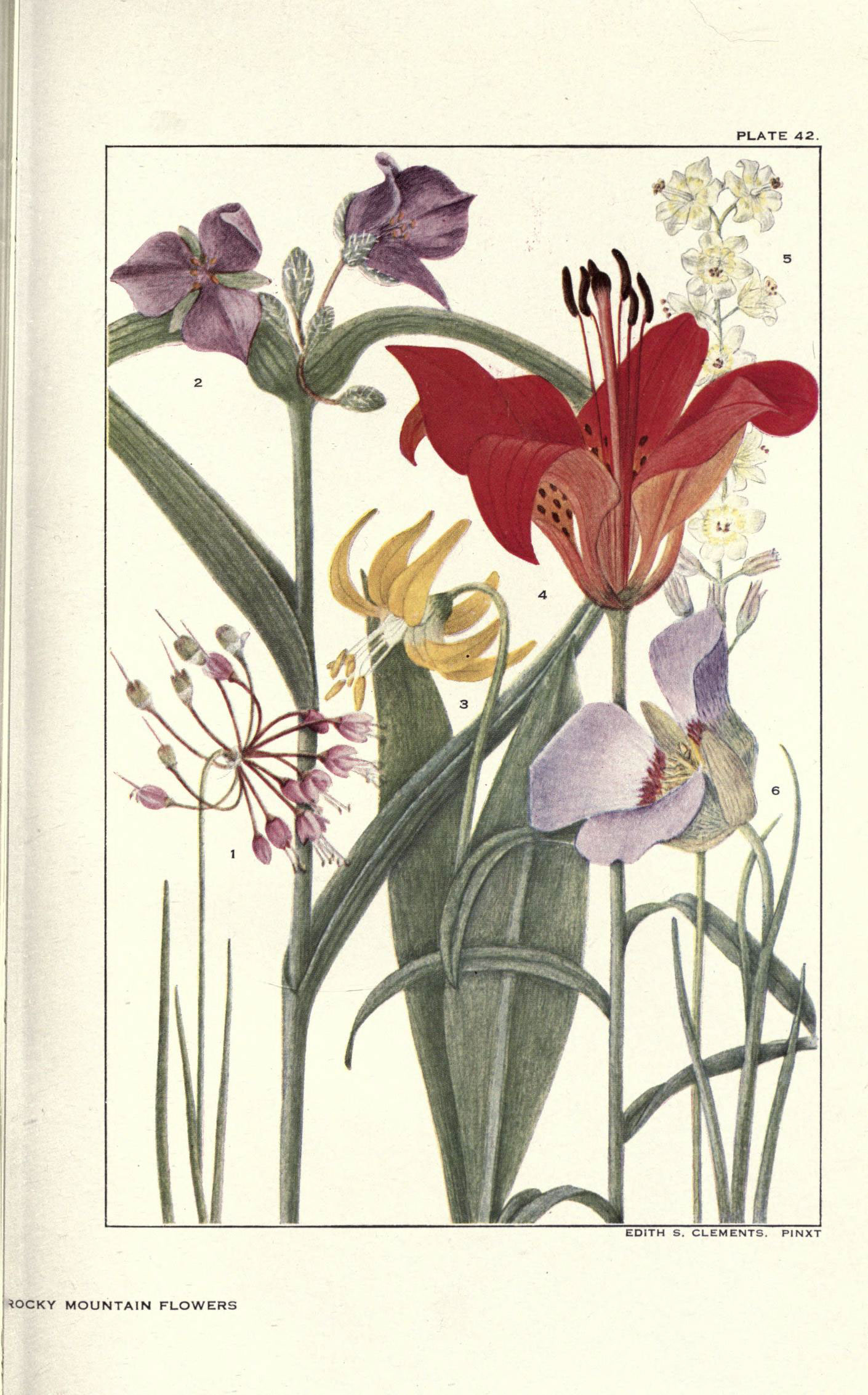
Une illustration de Clements pour son livre Rocky Mountain Flowers (planche 42).

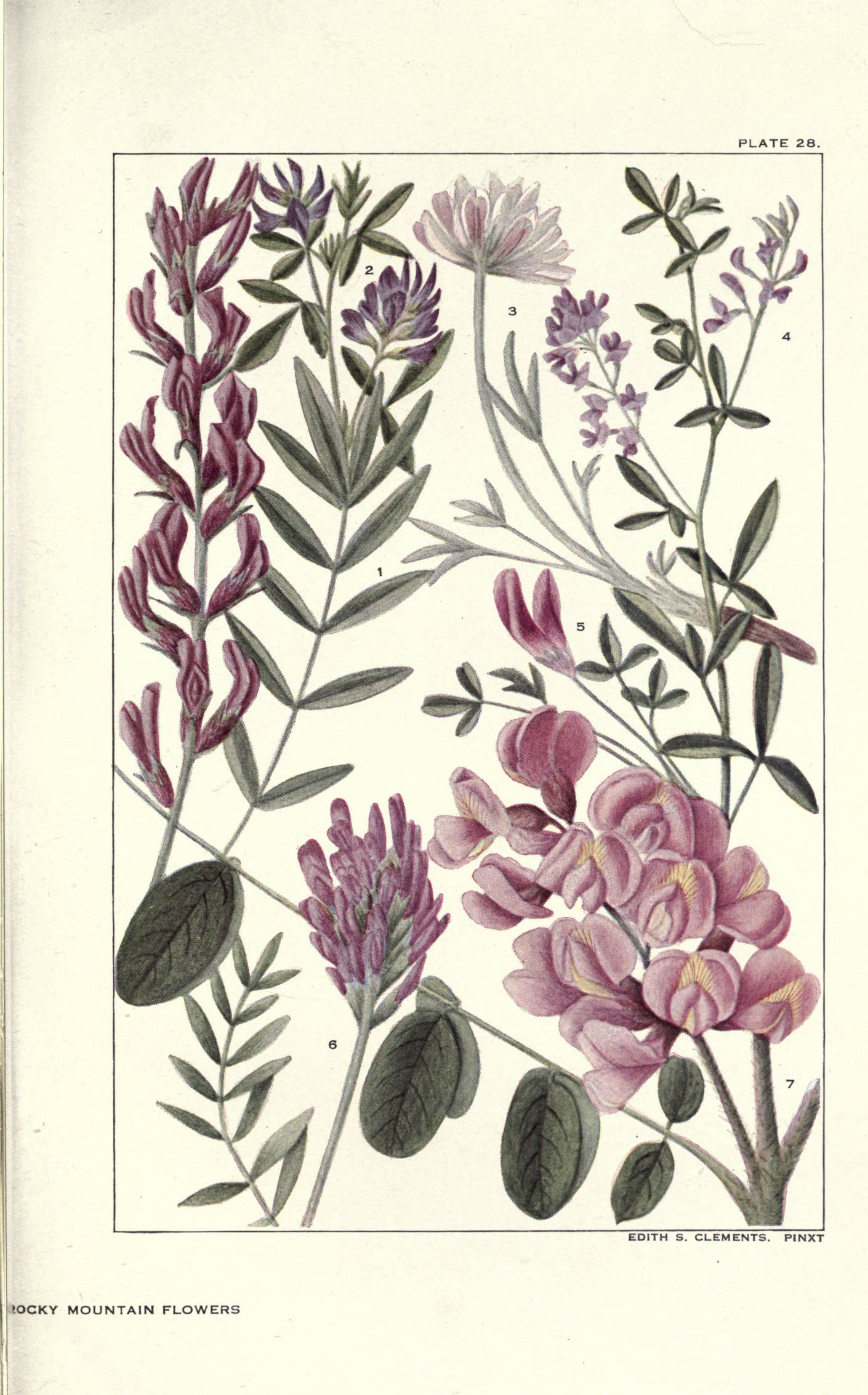
Illustration de Clements pour son livre Rocky Mountain Flowers (planche 28).

Après avoir obtenu son doctorat, Edith Clements obtient un poste d'assistant en botanique à l'université du Nevada (1904-07), où Frederic enseigne. Pour trouver de l'argent, ils passent plusieurs étés à collecter des spécimens de plantes et assemblent l'Herbaria Formationum Coloradensium, une précieuse collection de quelque 530 spécimens de plantes des montagnes du Colorado soigneusement annotés et complétés par 100 photographies. Quelques années plus tard, ils rassemblent une autre collection comprenant quelque 615 spécimens de cryptogames ; cette série sera plus tard (1972) publiée sous forme imprimée par le Jardin botanique de New York.
En 1909, Edith Clements est engagé comme professeure de botanique à l'université du Minnesota, Minneapolis, où Frederic a été engagé deux ans auparavant pour diriger le département de botanique. En 1917, Frederic abandonne l'enseignement et commence à faire des recherches financées par la Carnegie Institution de Washington, D.C. Pendant de nombreuses années par la suite, les fonds de la Carnegie Institution soutiennent leurs efforts de recherche communs, et Edith Clements est nommée assistante de terrain par l'institution,.
À partir de 1917, les Edith Clements passent les hivers à faire des recherches dans deux institutions de recherche financées par la Carnegie : d'abord au Tucson Institute en Arizona, puis (à partir de 1925) au Coastal Laboratory à Santa Barbara, en Californie,. Tout au long de cette période, ils passent les étés dans une station botanique qu'ils développent comme site d'essai pour l'acclimatation des plantes, l'Alpine Laboratory au pic Peakes, dans le Colorado.[Edith Clements est instructrice de botanique à l'Alpine Laboratory, et Frederic en est le directeur. Ils y forment de nombreux botanistes et écologistes pendant les quatre décennies d'activité de ce laboratoire, avant sa fermeture en 1940. Ils publient ensemble et individuellement, et Clements utilise ses compétences linguistiques pour traduire certains de leurs livres et articles en langues étrangères.
Pendant les années du Dust Bowl, Edith Clements et Frederic parcourent les Grandes Plaines et le Sud-Ouest, contribuant à encourager les mesures de conservation pour contrer la perte des terres agricoles et des pâturages.
Edith Clements est une artiste botanique et illustre un certain nombre de leurs publications communes, comme Rocky Mountain Flowers (1914) et Flowers of Coast and Sierra (1928), ainsi que des publications solo de Frederic, dont Plant Succession (1916, qu'elle aide également à compiler), Adaptation and Origin in the Plant World : The Role of Environment in Evolution (1939), et Dynamics of Vegetation (1949). En 1916, les planches en couleur de Rocky Mountain Flowers sont publiées sous la forme d'un guide autonome présentant 175 des fleurs les plus remarquables de la région sous le titre Flowers of Mountain and Plain. La romancière Willa Cather, fine observatrice de la nature et amie des Clemente, est une grande admiratrice de leur travail. Dans une interview de 1921, Cather observe : « Il y a un livre que j'aurais préféré produire que tous mes romans. Il s'agit de la botanique des Clements, qui traite des fleurs sauvages de l'Ouest ».
En 1960, à l'âge de quatre-vingt-six ans, Clements publie un mémoire vivant, Adventures in Ecology : Half a Million Miles. Ce livre est révélateur en ce qu'il montre le nombre d'emplois qu'Edith Clements a occupés pour soutenir les expéditions communes du couple, allant de chauffeur, mécanicienne, cuisinière et sténographe à photographe, artiste et botaniste. Frederic lui-même est d'avis qu'Edith Clements aurait été classée parmi les meilleurs écologistes du monde si elle avait passé moins de temps à soutenir sa carrière.
Le style ironique d'Edith Clements est évident dans ce récit du départ d'une expédition : « Des voisins amicaux se tenaient autour de nous, offrant des conseils, des avertissements et de sombres prophéties, ainsi que des paris sur l'impossibilité de trouver de la place dans une voiture pour le nombre effarant de choses qui semblaient absolument indispensables à l'entreprise. J'ai gagné les paris car j'avais un diagramme qui montrait une "place pour chaque chose" et finalement j'avais "chaque chose à sa place". C'est-à-dire tout, sauf une pile de crêpes sucrées et beurrées, restes du petit-déjeuner. Ginger avait prévu de les manger pour le déjeuner, mais il n'y avait absolument pas de place pour elles, et quand il ne regardait pas, je les mettais sur une étagère dans le garage »,.
Frederic prend sa retraite en 1941 et meurt en 1945. Edith continue à travailler sur leurs manuscrits communs et à écrire des articles jusqu'à sa mort à La Jolla en 1971.

## Héritage et honneurs
Edith Clements est nommé au Nebraska Hall of Fame en 2012,.
Des archives à l'université du Wyoming, les Edith S. and Frederic E. Clements Papers, comprennent des photographies de la période 1893-1944, des notes de terrain, de la correspondance scientifique, des manuscrits et des documents scientifiques, et les journaux intimes d'Edith pour la période 1907-1966. En outre, l'université du Nebraska a numérisé une petite collection lettres écrites par Edith Clements à sa famille au sujet d'un voyage qu'elle et Frederic ont fait en 1911 en Europe pour participer à une réunion internationale de botanistes et d'écologistes.

## Publications (sélection)

### Livres
- Adventures in Ecology : Half a Million Miles : From Mud to Macadam (1960)
- Flowers of Coast and Sierra (1928)
- Flower Families and Ancestors (1928, avec Frederic Edith Clements)
- Flowers of Mountain and Plain (1916)
- Rocky Mountain Flowers (1914 ; avec Frederic Edith Clements)

### Autres écrits
- The Flower Pageant of the Midwest (1939 ; avec Frederic Edith Clements)
- The Relation of Leaf Structure to Physical Factors (1905 ; thèse de doctorat)

### Collections
- Cryptogamae Formationum Coloradensium (1905-1908 ; avec Frederic Edith Clements ; publié en 1972)
- Herbaria Formationum Coloradensium (1903 ; avec Frederic Edith Clements)